# Vinko Pribojević
 Vinko Pribojević (en latín: Vincentius Priboevius mediados del siglo XV, después de 1532) fue un historiador e ideólogo eslavo veneciano, más conocido como uno de los fundadores del paneslavismo temprano. 

## Biografía
Pribojević nació en la isla de Hvar, en la Dalmacia veneciana (actual Croacia). El historiador estadounidense John Van Antwerp Fine Jr. enfatiza que Pribojević y Juraj Šižgorić no se consideraban croatas, sino venecianos de habla eslava. Pribojević solo se consideró a sí mismo dálmata ante todo y luego eslavo, evitando la etiqueta veneciana más adelante en su vida. Fue educado en el espíritu humanista y se unió a la Orden de Predicadores alrededor de 1522. 
Su obra más famosa es el discurso De origine successibusque Slavorum (Sobre el origen y la gloria de los eslavos), donde exalta a los ilirios y los eslavos como antepasados de los eslavos dálmatas.[cita requerida]   Su discurso, probablemente realizado en Venecia en 1525, dejó una profunda impresión en los venecianos, que lo publicaron en latín e italiano varias veces durante los años siguientes. Su apasionada glorificación de los eslavos (en la cual el libro incluye a Alejandro Magno y Aristóteles, Diocleciano y Jerónimo ) y su fuerte patetismo jugaron un papel importante en el nacimiento del paneslavismo. Era la primera vez que dicha ideología se formulaba como un programa, que fue desarrollado por Mavro Orbini y Juraj Križanić . 

## Legado
Pribojević fue el primero en incorporar a los ilirios y a su mito en la historiografía croata y eslava (o más bien ideología), como escudo y muralla contra las ambiciones nacionales y territoriales alemanas, húngaras e italianas. Su identificación de los eslavos como ilirios, así como su entusiasta glorificación de la grandeza histórica y la importancia de los ilirios, dejaron una profunda huella en la historia y el panorama mundial. 
Aunque su trabajo es pura ficción desde el punto de vista de la historiografía crítica, las ideas básicas de Pribojević, aunque hoy sonarían extrañas, fueron tomadas muy en serio por sus contemporáneos. En la época del humanismo y del Renacimiento, todavía no había un aparato racional y crítico establecido que diferenciara entre la verdad y la ficción en los temas turbios de la etnogénesis y las lealtades nacionales/lingüísticas. De hecho, varias teorías fantásticas sobre el origen de los pueblos persistieron hasta el siglo XIX. 
Fue uno de los latinistas croatas y globales más importantes que creó los moldes ideológicos del futuro, también es el antepasado del movimiento ilirio croata del siglo XIX y de la ideología paneslavista que todos los pueblos eslavos adoptaron. 

## Obras
- De origine successibusque Slavorum (El origen y la gloria de los eslavos), 1532. También disponible en croata como Podrijetlo i slava Slavena, 1997